# Persea schiedeana
Persea schiedeana är en lagerväxtart som beskrevs av Christian Gottfried Daniel Nees von Esenbeck. Persea schiedeana ingår i släktet avokador, och familjen lagerväxter. IUCN kategoriserar arten globalt som sårbar. Inga underarter finns listade i Catalogue of Life.